# 心理定势
心理定势，是指先前存在的心理状态、习惯或态度，在某些条件下，他能加强感知和问题解决的质量和速度。然而，当旧的思维和行为方法在新的情境中没有价值时，同样的定势可能抑制或破坏你的心理活动的质量。